# Condé sports
Condé Sports est un club français de football basé à Condé-sur-Vire dans le département de la Manche (50).

## Historique
L'histoire du football à Condé-sur-Vire débute durant la Seconde Guerre mondiale, en 1941. À cette époque, Émile Doyer, se mariant avec une jeune fille de Condé-sur-Vire, s'installe dans la commune. Réunissant les bonnes volontés, une équipe de onze joueurs totalement novices commence l'aventure. Un bureau est élu : M. Mellion en est le premier président. Sur le terrain, les onze joueurs développent un jeu laborieux sur un terrain proche de la distillerie Brulé avec comme acteurs Roger Lebonnois, René Jouin, Hélaine, Legaigneur, Guillet, Adam, les frères Bossard, Devilliers, Hervieu, Leprovost, Binet, Monthurel et Émile Doyer. Ce dernier est capitaine pendant dix ans.
À la suite d'un changement de bureau Condé sports est fondé par Henri Binet en 1942, qui devient par la même occasion le premier président du club. Pour lui rendre hommage, le club décide plus tard de donner son nom au stade.
Condé Sports est une équipe de coupe. Elle a remporté cinq fois la Coupe de Basse-Normandie. De plus, lors de la saison 2003-2004, elle a affronté le Stade brestois 29 lors du septième tour de la Coupe de France où jouait à l'époque un certain Franck Ribéry. Condé Sports a connu la D4 (actuellement Championnat de France Amateurs,CFA), son niveau le plus élevé dans les années 1980, sous la houlette de Jack Bigard.
En 2006, Condé Sports dispute de nouveau la finale de la Coupe de Basse-Normandie, après l'avoir gagnée en 2005. Cette finale reste historique pour le club car elle se disputa contre l'AS Cherbourg au Stade Michel-d'Ornano, juste avant la rencontre SM Caen-US Créteil-Lusitanos. Condé Sports gagna aux tirs au but et fit un tour d'honneur devant un stade plein.
Pour la saison 2007/2008, Condé Sports décide, par l'intermédiaire de son nouveau président, de changer d'équipementier : Duarig remplace Adidas sur le maillot condéen.
Pour la saison 2010/2011, le club fait peau neuve en confiant les rênes de l'équipe seniors A à Loïc Leneveu, novice en tant qu'entraîneur seniors. Cette décision fait suite à la relégation de l'équipe première en division d'honneur régionale (DHR), championnat qu'elle avait quitté en 2003. Pour la saison 2011/2012, l'équipe seniors A de Loïc Leneveu se maintient au niveau de la DHR. La saison suivante,  le club connait un changement de président avec l'arrivée de David Jacques, qui était bénévole au sein du club depuis plus de quinze ans. Quant à l'équipe fanion, elle est reléguée en promotion d'honneur (PH).

## Identité

### Logos

Ancien logo.
Logo actuel.

## Palmarès
- DH Basse-Normandie (1)
  - Champion : 1988

- DHR Basse-Normandie
  - Vice-champion : 1981

- PH Basse-Normandie (1)
  - Champion : 1978

- 1re Division District Basse-Normandie (1)
  - Champion : 1975

- 2e Division District Basse-Normandie (1)
  - Champion : 1948, 1973

- Coupe de Basse-Normandie (5)
  - Vainqueur : 1965, 1981, 1990, 2005, 2006
  - Finaliste : 1987

## Ancien joueur
- Stéphane Lemarchand

## Bilan saison par saison
```

```